# Major League Soccer 2016
Navigation
Édition précédente Édition suivante
La Major League Soccer 2016 est la 21e saison de la Major League Soccer, le championnat professionnel de soccer d'Amérique du Nord. Elle est composée de vingt équipes (17 des États-Unis et 3 du Canada). À partir de la saison 2017, l'Atlanta United FC et le Minnesota United FC se rajouteront à la MLS.
Trois des quatre places qualificatives des États-Unis pour la Ligue des champions de la CONCACAF 2017-2018 y sont attribuées : au vainqueur du Supporters' Shield et de l'autre association et au vainqueur de la Coupe de la Major League Soccer, tandis que la quatrième place est attribuée au vainqueur de la Lamar Hunt US Open Cup.

## Les vingt franchises participantes

### Carte
| Rapids du · Colorado FC Dallas Sporting de · Kansas City Dynamo de Houston Galaxy de Los Angeles Real Salt Lake Earthquakes de · San Jose Sounders FC de Seattle Timbers de Portland Whitecaps de Vancouver Fire de Chicago Crew SC de Columbus D.C. United Impact de Montréal Revolution de la · Nlle-Angleterre Orlando City SC Union de Philadelphie Red Bulls de New York New York · City FC Toronto FC |

| Association de l'Ouest - Rapids du Colorado - FC Dallas - Dynamo de Houston - Sporting de Kansas City - Galaxy de Los Angeles - Timbers de Portland - Real Salt Lake - Earthquakes de San Jose - Sounders FC de Seattle - Whitecaps de Vancouver | Association de l'Est - Fire de Chicago - Crew SC de Columbus - D.C. United - Impact de Montréal - Orlando City SC - New York City FC - Revolution de la Nouvelle-Angleterre - Red Bulls de New York - Union de Philadelphie - Toronto FC |

### Stades
| Fire de Chicago   | Rapids du Colorado         | Crew SC de Columbus | FC Dallas         | D.C. United       |
| ----------------- | -------------------------- | ------------------- | ----------------- | ----------------- |
| Toyota Park       | Dick's Sporting Goods Park | Mapfre Stadium      | Toyota Stadium    | RFK Stadium       |
| Capacité : 20 000 | Capacité : 19 680          | Capacité : 20 145   | Capacité : 20 500 | Capacité : 20 000 |
|                   |                            |                     |                   |                   |

| Dynamo de Houston    | Galaxy de Los Angeles | Impact de Montréal | New York City Football Club | Red Bulls de New York |
| -------------------- | --------------------- | ------------------ | --------------------------- | --------------------- |
| BBVA Compass Stadium | StubHub Center        | Stade Saputo       | Yankee Stadium              | Red Bull Arena        |
| Capacité : 22 000    | Capacité : 27 000     | Capacité : 20 801  | Capacité : 33 444           | Capacité : 25 000     |
|                      |                       |                    |                             |                       |

| Orlando City SC       | Revolution de la Nouvelle-Angleterre | Union de Philadelphie | Timbers de Portland | Real Salt Lake    |
| --------------------- | ------------------------------------ | --------------------- | ------------------- | ----------------- |
| Camping World Stadium | Gillette Stadium                     | Talen Energy Stadium  | Providence Park     | Rio Tinto Stadium |
| Capacité : 65 438     | Capacité : 68 000                    | Capacité : 18 500     | Capacité : 22 000   | Capacité : 20 000 |
|                       |                                      |                       |                     |                   |

| Earthquakes de San Jose | Sounders FC de Seattle | Sporting de Kansas City | Toronto FC        | Whitecaps de Vancouver |
| ----------------------- | ---------------------- | ----------------------- | ----------------- | ---------------------- |
| Avaya Stadium           | CenturyLink Field      | Children's Mercy Park   | BMO Field         | BC Place               |
| Capacité : 18 000       | Capacité : 69 000      | Capacité : 18 500       | Capacité : 30 991 | Capacité : 21 000      |
|                         |                        |                         |                   |                        |

### Entraîneurs et capitaines
Durant l'intersaison, Jason Kreis est licencié du New York City Football Club et est remplacé par Patrick Vieira. Brian Bliss qui avait fini la saison précédente en tant qu'intérimaire au Fire de Chicago est remplacé par Veljko Paunović.
| Équipe                               | Entraîneur                                                                       | Capitaine            |
| ------------------------------------ | -------------------------------------------------------------------------------- | -------------------- |
| Fire de Chicago                      | Veljko Paunović                                                                  | Eric Gehrig          |
| Rapids du Colorado                   | Pablo Mastroeni                                                                  | Sam Cronin           |
| Crew SC de Columbus                  | Gregg Berhalter                                                                  | Michael Parkhurst    |
| D.C. United                          | Ben Olsen                                                                        | Bobby Boswell        |
| FC Dallas                            | Óscar Pareja                                                                     | Matt Hedges          |
| Dynamo de Houston                    | Owen Coyle (25/05/2016) Wade Barrett (06/06/2016, intérim)                       | Giles Barnes         |
| Galaxy de Los Angeles                | Bruce Arena                                                                      | Robbie Keane         |
| Impact de Montréal                   | Mauro Biello                                                                     | Patrice Bernier      |
| Revolution de la Nouvelle-Angleterre | Jay Heaps                                                                        | José Gonçalves       |
| New York City Football Club          | Patrick Vieira                                                                   | David Villa          |
| Red Bulls de New York                | Jesse Marsch                                                                     | Dax McCarty          |
| Orlando City Soccer Club             | Adrian Heath (06/07/2016) Bobby Murphy et Anthony Pulis (19/07/2016) Jason Kreis | Kaká                 |
| Union de Philadelphie                | Jim Curtin                                                                       | Maurice Edu          |
| Timbers de Portland                  | Caleb Porter                                                                     | Liam Ridgewell       |
| Real Salt Lake                       | Jeff Cassar                                                                      | Kyle Beckerman       |
| Earthquakes de San Jose              | Dominic Kinnear                                                                  | Chris Wondolowski    |
| Sounders FC de Seattle               | Sigi Schmid Brian Schmetzer (27/07/2016, intérim)                                | Clint Dempsey        |
| Sporting de Kansas City              | Peter Vermes                                                                     | Matt Besler          |
| Toronto FC                           | Greg Vanney                                                                      | Michael Bradley      |
| Whitecaps de Vancouver               | Carl Robinson                                                                    | Pedro Morales Flores |

## Format de la compétition
Les 20 équipes sont réparties en 2 associations : Association de l'Ouest (10 équipes) et l'Association de l'Est (10 équipes).
Toutes les équipes disputent 34 rencontres dans un format non balancé plaçant une plus grande importance aux matchs entre les équipes d'une même Association.
Les rencontres se répartissent comme suit :
- 3 matchs (deux à domicile et un à l'extérieur) contre trois équipes de son association
- 3 matchs (un à domicile et deux à l'extérieur) contre trois équipes de son association
- 2 matchs (un à domicile et un à l'extérieur) contre trois équipes de son association
- 1 match à domicile contre cinq équipes de l'association opposée
- 1 match à l'extérieur contre cinq équipes de l'association opposée

Les deux meilleures équipes de chaque association sont qualifiées pour les demi-finales d'associations. Les équipes finissant entre la troisième et la sixième place dans chaque association s'affrontent dans un match éliminatoire de premier tour. L'équipe la moins bien classée affrontera en demi-finales d'association, le premier de son association.
En cas d'égalité, les critères suivants départagent les équipes :
1. Nombre de victoires
2. Différence de buts générale
3. Nombre de buts marqués
4. Classement du fair-play
5. Nombre de buts marqués à l'extérieur
6. Différence de buts à l'extérieur
7. Tirage à la pièce

## Saison régulière

### Classements des conférences Ouest et Est
- Le FC Dallas est qualifié pour la Ligue des champions de la CONCACAF 2017-2018 grâce à sa victoire en coupe nationale et grâce à leur première place lors de la phase régulière. Ainsi, les Rapids du Colorado qui ont le deuxième meilleur bilan de la saison régulière se qualifient également pour la Ligue des champions.

| Rang | Équipe                  | Pts | J  | G  | N  | P  | Bp | Bc | Diff |
| ---- | ----------------------- | --- | -- | -- | -- | -- | -- | -- | ---- |
| 1    | FC Dallas C             | 60  | 34 | 17 | 9  | 8  | 50 | 40 | +10  |
| 2    | Rapids du Colorado      | 58  | 34 | 15 | 13 | 6  | 39 | 32 | +7   |
| 3    | Galaxy de Los Angeles   | 52  | 34 | 12 | 16 | 6  | 54 | 39 | +15  |
| 4    | Sounders FC de Seattle  | 48  | 34 | 14 | 6  | 14 | 44 | 43 | +1   |
| 5    | Sporting de Kansas City | 47  | 34 | 13 | 8  | 13 | 42 | 41 | +1   |
| 6    | Real Salt Lake          | 46  | 34 | 12 | 10 | 12 | 44 | 46 | -2   |
| 7    | Timbers de Portland T   | 44  | 34 | 12 | 8  | 14 | 48 | 53 | -5   |
| 8    | Whitecaps de Vancouver  | 39  | 34 | 10 | 9  | 15 | 45 | 52 | -7   |
| 9    | Earthquakes de San José | 38  | 34 | 8  | 14 | 12 | 32 | 40 | -8   |
| 10   | Dynamo de Houston       | 34  | 34 | 7  | 13 | 14 | 39 | 45 | -6   |

| Rang | Équipe                               | Pts | J  | G  | N  | P  | Bp | Bc | Diff |
| ---- | ------------------------------------ | --- | -- | -- | -- | -- | -- | -- | ---- |
| 1    | Red Bulls de New York                | 57  | 34 | 16 | 9  | 9  | 61 | 44 | +17  |
| 2    | New York City FC                     | 54  | 34 | 15 | 9  | 10 | 62 | 57 | +5   |
| 3    | Toronto FC                           | 53  | 34 | 14 | 11 | 9  | 51 | 39 | +12  |
| 4    | D.C. United                          | 46  | 34 | 11 | 13 | 10 | 53 | 47 | +6   |
| 5    | Impact de Montréal                   | 45  | 34 | 11 | 12 | 11 | 49 | 53 | -4   |
| 6    | Union de Philadelphie                | 42  | 34 | 11 | 9  | 14 | 52 | 55 | -3   |
| 7    | Revolution de la Nouvelle-Angleterre | 42  | 34 | 11 | 9  | 14 | 44 | 54 | -10  |
| 8    | Orlando City SC                      | 41  | 34 | 9  | 14 | 11 | 55 | 60 | -5   |
| 9    | Crew SC de Columbus                  | 36  | 34 | 8  | 12 | 14 | 50 | 58 | -8   |
| 10   | Fire de Chicago                      | 31  | 34 | 7  | 10 | 17 | 42 | 58 | -16  |

- MLS Supporters' Shield, et qualifications automatiques pour les demi-finales de conférence et la Ligue des champions de la CONCACAF 2017-2018
- Franchise directement qualifiée pour les demi-finales de conférence et la Ligue des champions de la CONCACAF 2017-2018
- Franchise directement qualifiée pour les demi-finales de conférence
- Qualification qualifiée pour le premier tour des séries éliminatoires

T : Tenant du titre

C : Vainqueur de la Lamar Hunt US Open Cup 2016 et qualification pour la Ligue des champions de la CONCACAF 2017-2018

### Résultats

#### Matchs inter-conférences
| Résultats (▼dom., ►ext.)                                   | CHI | COL | CLB | DCU | DAL | HOU | LA  | MTL | NYFC | N.-A. | NYRB | ORL | PHI | POR | RSL | SJ  | SEA | SKC | TOR | VAN |
| Fire de Chicago                                            |     |     |     |     |     | 1-0 | 2-2 |     |      |       |      |     |     | 1-1 |     | 1-0 |     | 1-0 |     |     |
| Rapids du Colorado                                         | 2-1 |     |     |     |     |     |     |     |      |       | 2-1  | 0-0 | 1-1 |     |     |     |     |     | 1-0 |     |
| Crew SC de Columbus                                        |     | 1-1 |     |     |     | 1-0 |     |     |      |       |      |     |     |     | 4-3 | 2-0 |     |     |     | 1-3 |
| D.C. United                                                |     | 1-1 |     |     | 0-3 |     |     |     |      |       |      |     |     | 2-0 |     |     | 0-2 |     |     | 4-0 |
| FC Dallas                                                  | 3-1 |     | 1-1 |     |     |     |     | 2-0 |      |       |      | 4-0 | 2-0 |     |     |     |     |     |     |     |
| Dynamo de Houston                                          |     |     |     | 0-0 |     |     |     |     | 0-2  | 3-3   |      |     | 1-0 |     |     |     |     |     | 1-1 |     |
| Galaxy de Los Angeles                                      |     |     | 2-1 | 4-1 |     |     |     |     |      | 4-2   | 2-2  | 4-2 |     |     |     |     |     |     |     |     |
| Impact de Montréal                                         |     | 2-2 |     |     |     | 1-0 | 3-2 |     |      |       |      |     |     |     |     | 3-1 |     | 2-2 |     |     |
| New York City Football Club                                |     | 5-1 |     |     | 2-2 |     | 1-0 |     |      |       |      |     |     |     | 2-3 |     |     |     |     | 3-2 |
| Revolution de la Nouvelle-Angleterre                       |     | 2-0 |     |     | 2-4 |     |     |     |      |       |      |     |     | 1-1 |     |     | 2-1 | 3-1 |     |     |
| Red Bulls de New York                                      |     |     |     |     | 4-0 | 4-3 |     |     |      |       |      |     |     | 0-0 |     |     | 2-0 | 0-2 |     |     |
| Orlando City Soccer Club                                   |     |     |     |     |     | 0-0 |     |     |      |       |      |     |     | 4-1 | 2-2 | 2-2 | 1-3 |     |     |     |
| Union de Philadelphie                                      |     |     |     |     |     |     | 2-2 |     |      |       |      |     |     |     | 1-2 | 1-1 |     | 2-0 |     | 2-3 |
| Timbers de Portland                                        |     |     | 2-1 |     |     |     |     | 1-1 | 1-2  |       |      |     | 2-1 |     |     |     |     |     | 2-1 |     |
| Real Salt Lake                                             | 3-1 |     |     | 1-1 |     |     |     | 1-1 |      | 0-0   | 2-1  |     |     |     |     |     |     |     |     |     |
| Earthquakes de San José                                    |     |     |     | 1-1 |     |     |     |     | 0-0  | 0-0   | 2-0  |     |     |     |     |     |     |     | 2-1 |     |
| Sounders FC de Seattle                                     | 1-0 |     | 1-0 |     |     |     |     | 1-0 | 0-2  |       |      |     | 2-1 |     |     |     |     |     |     |     |
| Sporting de Kansas City                                    |     |     | 3-2 | 0-1 |     |     |     |     | 3-1  |       |      | 2-1 |     |     |     |     |     |     | 1-0 |     |
| Toronto FC                                                 |     |     |     |     | 1-0 |     | 1-0 |     |      |       |      |     |     |     | 1-0 |     | 1-1 |     |     | 3-4 |
| Whitecaps de Vancouver                                     | 2-1 |     |     |     |     |     |     | 2-3 |      | 1-2   | 0-1  | 2-2 |     |     |     |     |     |     |     |     |
| - Victoire à domicile - Match nul - Victoire à l'extérieur |     |     |     |     |     |     |     |     |      |       |      |     |     |     |     |     |     |     |     |     |

#### Matchs intra-conférences

##### Conférence de l'Ouest
| Résultats (▼dom., ►ext.)                                   | COL | DAL | HOU | LA  | POR | RSL | SJ  | SEA | SKC | VAN | COL | DAL | HOU | LA  | POR | RSL | SJ  | SEA | SKC | VAN |
| Rapids du Colorado                                         |     | 1-1 | 1-1 | 1-0 | 0-0 | 1-0 | 0-0 | 3-1 | 1-0 | 2-0 |     |     |     |     | 1-0 |     | 2-1 |     | 1-0 |     |
| FC Dallas                                                  | 0-1 |     | 1-1 | 1-0 | 2-1 | 2-0 | 2-2 | 2-0 | 2-1 | 2-0 |     |     |     |     | 3-1 |     |     | 2-1 | 2-2 |     |
| Dynamo de Houston                                          | 2-3 | 5-0 |     | 1-4 | 3-1 | 1-0 | 1-1 | 1-1 | 2-0 | 0-0 |     | 1-3 |     | 0-1 |     |     |     | 1-1 |     |     |
| Galaxy de Los Angeles                                      | 0-0 | 0-0 | 1-0 |     | 1-1 | 5-2 | 3-1 | 2-4 | 0-0 | 2-0 | 1-1 |     |     |     |     |     | 1-1 |     |     | 0-0 |
| Timbers de Portland                                        | 1-0 | 1-3 | 3-2 | 1-3 |     | 2-2 | 3-1 | 3-1 | 3-0 | 4-2 |     |     |     |     |     | 1-0 | 1-0 | 4-2 |     |     |
| Real Salt Lake                                             | 1-0 | 1-0 | 2-1 | 3-3 | 2-2 |     | 1-1 | 2-1 | 0-0 | 1-0 | 2-1 | 0-0 | 0-1 |     |     |     |     |     |     |     |
| Earthquakes de San José                                    | 1-0 | 0-0 | 3-1 | 1-1 | 2-1 | 2-1 |     | 1-1 | 1-0 | 0-0 |     | 0-1 | 1-2 |     |     |     |     |     | 1-2 |     |
| Sounders FC de Seattle                                     | 0-1 | 5-0 | 0-0 | 0-1 | 3-1 | 2-1 | 2-0 |     | 0-1 | 1-2 |     |     |     | 1-1 |     | 2-1 |     |     |     | 1-0 |
| Sporting de Kansas City                                    | 1-2 | 2-0 | 3-3 | 1-1 | 1-0 | 1-2 | 2-0 | 3-0 |     | 2-1 |     |     |     | 2-2 |     | 1-3 |     |     |     | 2-0 |
| Whitecaps de Vancouver                                     | 2-2 | 3-0 | 1-0 | 0-0 | 2-1 | 2-0 | 1-2 | 1-2 | 1-1 |     | 3-3 |     | 1-1 |     | 4-1 |     |     |     |     |     |
| - Victoire à domicile - Match nul - Victoire à l'extérieur |     |     |     |     |     |     |     |     |     |     |     |     |     |     |     |     |     |     |     |     |

##### Conférence de l'Est
| Résultats (▼dom., ►ext.)                                   | CHI | CLB | DCU | MTL | NYFC | N.-A. | NYRB | ORL | PHI | TOR | CHI | CLB | DCU | MTL | NYFC | N.-A. | NYRB | ORL | PHI | TOR |
| Fire de Chicago                                            |     | 0-0 | 1-1 | 1-2 | 3-4  | 2-1   | 2-2  | 2-2 | 1-0 | 1-2 |     | 2-2 | 2-2 |     |      |       |      |     | 3-0 |     |
| Crew SC de Columbus                                        | 3-0 |     | 1-1 | 4-4 | 3-2  | 2-0   | 1-1  | 2-2 | 1-2 | 1-1 |     |     |     | 0-0 | 3-3  |       |      |     | 1-2 |     |
| D.C. United                                                | 6-2 | 3-0 |     | 1-1 | 0-2  | 3-0   | 2-0  | 4-1 | 2-2 | 0-1 |     |     |     |     | 3-1  | 2-0   | 2-2  |     |     |     |
| Impact de Montréal                                         | 0-3 | 2-0 | 1-1 |     | 1-3  | 1-3   | 3-0  | 1-4 | 1-1 | 0-2 |     |     |     |     |      | 3-2   |      |     | 5-1 | 2-2 |
| New York City FC                                           | 0-0 | 4-1 | 3-2 | 1-1 |      | 1-1   | 0-7  | 0-1 | 3-2 | 2-2 | 4-1 |     |     |     |      |       | 2-0  | 2-2 |     |     |
| Revolution de la Nouvelle-Angleterre                       | 2-0 | 3-1 | 0-0 | 3-0 | 0-1  |       | 1-0  | 2-2 | 0-4 | 1-1 | 1-0 | 0-2 |     |     | 3-1  |       |      |     |     |     |
| Red Bulls de New York                                      | 1-0 | 3-2 | 2-2 | 3-1 | 4-1  | 1-0   |      | 3-2 | 3-2 | 0-2 |     |     |     | 1-0 |      |       |      | 2-0 |     | 3-0 |
| Orlando City SC                                            | 1-1 | 1-4 | 4-2 | 2-1 | 2-1  | 2-2   | 1-1  |     | 2-2 | 3-2 |     |     |     | 0-1 |      | 3-1   |      |     |     | 1-2 |
| Union de Philadelphie                                      | 4-3 | 3-2 | 1-0 | 1-1 | 2-0  | 3-0   | 2-2  | 2-1 |     | 1-3 |     |     | 3-0 |     |      |       | 0-2  | 0-2 |     |     |
| Toronto FC                                                 | 1-0 | 0-0 | 4-1 | 0-1 | 1-1  | 4-1   | 3-3  | 0-0 | 1-1 |     | 3-2 | 3-0 | 1-2 |     |      |       |      |     |     |     |
| - Victoire à domicile - Match nul - Victoire à l'extérieur |     |     |     |     |      |       |      |     |     |     |     |     |     |     |      |       |      |     |     |     |

## Séries éliminatoires

### Règlement
Le règlement des séries éliminatoires est le même que la saison dernière. Douze équipes se qualifient pour les séries éliminatoires (soit six équipes par conférence). Les deux premières équipes de chaque conférence se qualifient directement pour les demi-finales de conférence. Pour les matchs du premier tour, la troisième équipe de la conférence de l'Ouest recevra la sixième, tandis que la quatrième recevra la cinquième de cette même association. Il en est de même pour la conférence de l'Est.
Ce tour se déroule en un seul match, avec prolongations et tirs au but éventuels.
La meilleure équipe de chaque conférence affronte en demi-finale de conférence, l'équipe la plus faible issue du premier tour de sa conférence, l'autre demi-finale de chaque conférence mettant aux prises le deuxième contre l'autre équipe issue des séries. Cette organisation est ainsi similaire à la NFL.
Les demi-finales et finales de conférence se déroulent par match aller-retour, avec match retour chez l'équipe la mieux classée. En cas d'égalité de buts à l'issue des deux matchs, l'équipe qui aura inscrit le plus de buts à l'extérieur se qualifie. Sinon, une prolongation de deux périodes de 15 minutes a alors lieu. Cette règle ne s'applique pas à la prolongation. Ainsi, quel que soit le nombre de buts inscrit en prolongation, si les deux équipes restent à égalité, une séance de tirs au but a lieu.
La finale MLS a lieu sur le terrain de la meilleure équipe en phase régulière.
Cette finale se déroule en un seul match, avec prolongations et tirs au but pour départager si nécessaire les équipes.
Le gagnant du championnat se qualifie pour la Ligue des champions de la CONCACAF 2017-2018.

### Tableau
|  | Premier tour               | Premier tour               | Premier tour                       | Premier tour                       |                           |                           | Demi-finales de conférence    | Demi-finales de conférence    | Demi-finales de conférence    | Demi-finales de conférence    |  |  | Finales de conférence  | Finales de conférence  | Finales de conférence  | Finales de conférence  |  |  | MLS Cup 2016                         | MLS Cup 2016                         | MLS Cup 2016                         | MLS Cup 2016                         |
|  |                            |                            |                                    |                                    |                           |                           |                               |                               |                               |                               |  |  |                        |                        |                        |                        |  |  |                                      |                                      |                                      |                                      |
|  |                            |                            |                                    |                                    |                           |                           | 30 octobre et 6 novembre 2016 | 30 octobre et 6 novembre 2016 | 30 octobre et 6 novembre 2016 | 30 octobre et 6 novembre 2016 |  |  | 22 et 30 novembre 2016 | 22 et 30 novembre 2016 | 22 et 30 novembre 2016 | 22 et 30 novembre 2016 |  |  | 10 décembre 2016, BMO Field, Toronto | 10 décembre 2016, BMO Field, Toronto | 10 décembre 2016, BMO Field, Toronto | 10 décembre 2016, BMO Field, Toronto |
|  |                            |                            |                                    |                                    |                           |                           | 30 octobre et 6 novembre 2016 | 30 octobre et 6 novembre 2016 | 30 octobre et 6 novembre 2016 | 30 octobre et 6 novembre 2016 |  |  | 22 et 30 novembre 2016 | 22 et 30 novembre 2016 | 22 et 30 novembre 2016 | 22 et 30 novembre 2016 |  |  | 10 décembre 2016, BMO Field, Toronto | 10 décembre 2016, BMO Field, Toronto | 10 décembre 2016, BMO Field, Toronto | 10 décembre 2016, BMO Field, Toronto |
|  |                            |                            |                                    |                                    |                           |                           | 30 octobre et 6 novembre 2016 | 30 octobre et 6 novembre 2016 | 30 octobre et 6 novembre 2016 | 30 octobre et 6 novembre 2016 |  |  | 22 et 30 novembre 2016 | 22 et 30 novembre 2016 | 22 et 30 novembre 2016 | 22 et 30 novembre 2016 |  |  | 10 décembre 2016, BMO Field, Toronto | 10 décembre 2016, BMO Field, Toronto | 10 décembre 2016, BMO Field, Toronto | 10 décembre 2016, BMO Field, Toronto |
|  |                            |                            |                                    |                                    |                           |                           | 30 octobre et 6 novembre 2016 | 30 octobre et 6 novembre 2016 | 30 octobre et 6 novembre 2016 | 30 octobre et 6 novembre 2016 |  |  | 22 et 30 novembre 2016 | 22 et 30 novembre 2016 | 22 et 30 novembre 2016 | 22 et 30 novembre 2016 |  |  | 10 décembre 2016, BMO Field, Toronto | 10 décembre 2016, BMO Field, Toronto | 10 décembre 2016, BMO Field, Toronto | 10 décembre 2016, BMO Field, Toronto |
|  | E1 Red Bulls de New York   | E1 Red Bulls de New York   | 0                                  | 1                                  |                           |                           |                               |                               |                               |                               |  |  | 22 et 30 novembre 2016 | 22 et 30 novembre 2016 | 22 et 30 novembre 2016 | 22 et 30 novembre 2016 |  |  | 10 décembre 2016, BMO Field, Toronto | 10 décembre 2016, BMO Field, Toronto | 10 décembre 2016, BMO Field, Toronto | 10 décembre 2016, BMO Field, Toronto |
|  | E1 Red Bulls de New York   | E1 Red Bulls de New York   | 0                                  | 1                                  | 27 octobre 2016           |                           |                               |                               |                               |                               |  |  | 22 et 30 novembre 2016 | 22 et 30 novembre 2016 | 22 et 30 novembre 2016 | 22 et 30 novembre 2016 |  |  | 10 décembre 2016, BMO Field, Toronto | 10 décembre 2016, BMO Field, Toronto | 10 décembre 2016, BMO Field, Toronto | 10 décembre 2016, BMO Field, Toronto |
|  |                            |                            | E5 Impact de Montréal              | E5 Impact de Montréal              | 1                         | 2                         |                               |                               |                               |                               |  |  | 22 et 30 novembre 2016 | 22 et 30 novembre 2016 | 22 et 30 novembre 2016 | 22 et 30 novembre 2016 |  |  | 10 décembre 2016, BMO Field, Toronto | 10 décembre 2016, BMO Field, Toronto | 10 décembre 2016, BMO Field, Toronto | 10 décembre 2016, BMO Field, Toronto |
|  | E4 D.C. United             | E4 D.C. United             | E5 Impact de Montréal              | E5 Impact de Montréal              | 1                         | 2                         | 2                             | 2                             |                               |                               |  |  | 22 et 30 novembre 2016 | 22 et 30 novembre 2016 | 22 et 30 novembre 2016 | 22 et 30 novembre 2016 |  |  | 10 décembre 2016, BMO Field, Toronto | 10 décembre 2016, BMO Field, Toronto | 10 décembre 2016, BMO Field, Toronto | 10 décembre 2016, BMO Field, Toronto |
|  | E4 D.C. United             | E4 D.C. United             | 30 octobre et 6 novembre 2016      |                                    |                           |                           | 2                             | 2                             |                               |                               |  |  | 22 et 30 novembre 2016 | 22 et 30 novembre 2016 | 22 et 30 novembre 2016 | 22 et 30 novembre 2016 |  |  | 10 décembre 2016, BMO Field, Toronto | 10 décembre 2016, BMO Field, Toronto | 10 décembre 2016, BMO Field, Toronto | 10 décembre 2016, BMO Field, Toronto |
|  | E5 Impact de Montréal      | E5 Impact de Montréal      | 4                                  | 4                                  |                           |                           |                               |                               |                               |                               |  |  | 22 et 30 novembre 2016 | 22 et 30 novembre 2016 | 22 et 30 novembre 2016 | 22 et 30 novembre 2016 |  |  | 10 décembre 2016, BMO Field, Toronto | 10 décembre 2016, BMO Field, Toronto | 10 décembre 2016, BMO Field, Toronto | 10 décembre 2016, BMO Field, Toronto |
|  | E5 Impact de Montréal      | E5 Impact de Montréal      | 4                                  | 4                                  | E5 Impact de Montréal     | E5 Impact de Montréal     | 3                             | 2                             |                               |                               |  |  |                        |                        |                        |                        |  |  | 10 décembre 2016, BMO Field, Toronto | 10 décembre 2016, BMO Field, Toronto | 10 décembre 2016, BMO Field, Toronto | 10 décembre 2016, BMO Field, Toronto |
|  |                            |                            |                                    |                                    | E5 Impact de Montréal     | E5 Impact de Montréal     | 3                             | 2                             |                               |                               |  |  |                        |                        |                        |                        |  |  | 10 décembre 2016, BMO Field, Toronto | 10 décembre 2016, BMO Field, Toronto | 10 décembre 2016, BMO Field, Toronto | 10 décembre 2016, BMO Field, Toronto |
|  |                            |                            | E3 Toronto FC                      | E3 Toronto FC                      | 2                         | 5ap                       |                               |                               |                               |                               |  |  |                        |                        |                        |                        |  |  | 10 décembre 2016, BMO Field, Toronto | 10 décembre 2016, BMO Field, Toronto | 10 décembre 2016, BMO Field, Toronto | 10 décembre 2016, BMO Field, Toronto |
|  |                            |                            |                                    |                                    | 2                         | 5ap                       |                               |                               |                               |                               |  |  |                        |                        |                        |                        |  |  | 10 décembre 2016, BMO Field, Toronto | 10 décembre 2016, BMO Field, Toronto | 10 décembre 2016, BMO Field, Toronto | 10 décembre 2016, BMO Field, Toronto |
|  |                            | 20 et 27 novembre 2016     |                                    |                                    |                           |                           |                               |                               |                               |                               |  |  |                        |                        |                        |                        |  |  | 10 décembre 2016, BMO Field, Toronto | 10 décembre 2016, BMO Field, Toronto | 10 décembre 2016, BMO Field, Toronto | 10 décembre 2016, BMO Field, Toronto |
|  |                            |                            |                                    |                                    |                           |                           |                               |                               |                               |                               |  |  |                        |                        |                        |                        |  |  | 10 décembre 2016, BMO Field, Toronto | 10 décembre 2016, BMO Field, Toronto | 10 décembre 2016, BMO Field, Toronto | 10 décembre 2016, BMO Field, Toronto |
|  | E2 New York City FC        | E2 New York City FC        | 0                                  | 0                                  |                           |                           |                               |                               |                               |                               |  |  |                        |                        |                        |                        |  |  | 10 décembre 2016, BMO Field, Toronto | 10 décembre 2016, BMO Field, Toronto | 10 décembre 2016, BMO Field, Toronto | 10 décembre 2016, BMO Field, Toronto |
|  | E2 New York City FC        | E2 New York City FC        | 0                                  | 0                                  | 26 octobre 2016           |                           |                               |                               |                               |                               |  |  |                        |                        |                        |                        |  |  | 10 décembre 2016, BMO Field, Toronto | 10 décembre 2016, BMO Field, Toronto | 10 décembre 2016, BMO Field, Toronto | 10 décembre 2016, BMO Field, Toronto |
|  |                            |                            | E3 Toronto FC                      | E3 Toronto FC                      | 2                         | 5                         |                               |                               |                               |                               |  |  |                        |                        |                        |                        |  |  | 10 décembre 2016, BMO Field, Toronto | 10 décembre 2016, BMO Field, Toronto | 10 décembre 2016, BMO Field, Toronto | 10 décembre 2016, BMO Field, Toronto |
|  | E3 Toronto FC              | E3 Toronto FC              | E3 Toronto FC                      | E3 Toronto FC                      | 2                         | 5                         | 3                             | 3                             |                               |                               |  |  |                        |                        |                        |                        |  |  | 10 décembre 2016, BMO Field, Toronto | 10 décembre 2016, BMO Field, Toronto | 10 décembre 2016, BMO Field, Toronto | 10 décembre 2016, BMO Field, Toronto |
|  | E3 Toronto FC              | E3 Toronto FC              | 30 octobre et 6 novembre 2016      |                                    |                           |                           | 3                             | 3                             |                               |                               |  |  |                        |                        |                        |                        |  |  | 10 décembre 2016, BMO Field, Toronto | 10 décembre 2016, BMO Field, Toronto | 10 décembre 2016, BMO Field, Toronto | 10 décembre 2016, BMO Field, Toronto |
|  | E6 Union de Philadelphie   | E6 Union de Philadelphie   | 1                                  | 1                                  |                           |                           |                               |                               |                               |                               |  |  |                        |                        |                        |                        |  |  | 10 décembre 2016, BMO Field, Toronto | 10 décembre 2016, BMO Field, Toronto | 10 décembre 2016, BMO Field, Toronto | 10 décembre 2016, BMO Field, Toronto |
|  | E6 Union de Philadelphie   | E6 Union de Philadelphie   | 1                                  | 1                                  | E3 Toronto FC             | E3 Toronto FC             | 0 (4)                         | 0 (4)                         |                               |                               |  |  |                        |                        |                        |                        |  |  |                                      |                                      |                                      |                                      |
|  |                            |                            |                                    |                                    | E3 Toronto FC             | E3 Toronto FC             | 0 (4)                         | 0 (4)                         |                               |                               |  |  |                        |                        |                        |                        |  |  |                                      |                                      |                                      |                                      |
|  |                            |                            | O4 Sounders FC de Seattle t. a. b. | O4 Sounders FC de Seattle t. a. b. | 0 (5)                     | 0 (5)                     |                               |                               |                               |                               |  |  |                        |                        |                        |                        |  |  |                                      |                                      |                                      |                                      |
|  |                            |                            |                                    |                                    | 0 (5)                     | 0 (5)                     |                               |                               |                               |                               |  |  |                        |                        |                        |                        |  |  |                                      |                                      |                                      |                                      |
|  |                            |                            |                                    |                                    |                           |                           |                               |                               |                               |                               |  |  |                        |                        |                        |                        |  |  |                                      |                                      |                                      |                                      |
|  |                            |                            |                                    |                                    |                           |                           |                               |                               |                               |                               |  |  |                        |                        |                        |                        |  |  |                                      |                                      |                                      |                                      |
|  | O1 FC Dallas               | O1 FC Dallas               | 0                                  | 2                                  |                           |                           |                               |                               |                               |                               |  |  |                        |                        |                        |                        |  |  |                                      |                                      |                                      |                                      |
|  | O1 FC Dallas               | O1 FC Dallas               | 0                                  | 2                                  | 27 octobre 2016           |                           |                               |                               |                               |                               |  |  |                        |                        |                        |                        |  |  |                                      |                                      |                                      |                                      |
|  |                            |                            | O4 Sounders FC de Seattle          | O4 Sounders FC de Seattle          | 3                         | 1                         |                               |                               |                               |                               |  |  |                        |                        |                        |                        |  |  |                                      |                                      |                                      |                                      |
|  | O4 Sounders FC de Seattle  | O4 Sounders FC de Seattle  | O4 Sounders FC de Seattle          | O4 Sounders FC de Seattle          | 3                         | 1                         | 1                             | 1                             |                               |                               |  |  |                        |                        |                        |                        |  |  |                                      |                                      |                                      |                                      |
|  | O4 Sounders FC de Seattle  | O4 Sounders FC de Seattle  | 30 octobre et 6 novembre 2016      |                                    |                           |                           | 1                             | 1                             |                               |                               |  |  |                        |                        |                        |                        |  |  |                                      |                                      |                                      |                                      |
|  | O5 Sporting de Kansas City | O5 Sporting de Kansas City | 0                                  | 0                                  |                           |                           |                               |                               |                               |                               |  |  |                        |                        |                        |                        |  |  |                                      |                                      |                                      |                                      |
|  | O5 Sporting de Kansas City | O5 Sporting de Kansas City | 0                                  | 0                                  | O4 Sounders FC de Seattle | O4 Sounders FC de Seattle | 2                             | 1                             |                               |                               |  |  |                        |                        |                        |                        |  |  |                                      |                                      |                                      |                                      |
|  |                            |                            |                                    |                                    | O4 Sounders FC de Seattle | O4 Sounders FC de Seattle | 2                             | 1                             |                               |                               |  |  |                        |                        |                        |                        |  |  |                                      |                                      |                                      |                                      |
|  |                            |                            | O2 Rapids du Colorado              | O2 Rapids du Colorado              | 1                         | 0                         |                               |                               |                               |                               |  |  |                        |                        |                        |                        |  |  |                                      |                                      |                                      |                                      |
|  |                            |                            |                                    |                                    | 1                         | 0                         |                               |                               |                               |                               |  |  |                        |                        |                        |                        |  |  |                                      |                                      |                                      |                                      |
|  |                            |                            |                                    |                                    |                           |                           |                               |                               |                               |                               |  |  |                        |                        |                        |                        |  |  |                                      |                                      |                                      |                                      |
|  |                            |                            |                                    |                                    |                           |                           |                               |                               |                               |                               |  |  |                        |                        |                        |                        |  |  |                                      |                                      |                                      |                                      |
|  | O2 Rapids du Colorado      | O2 Rapids du Colorado      | 0                                  | 1 (3)                              |                           |                           |                               |                               |                               |                               |  |  |                        |                        |                        |                        |  |  |                                      |                                      |                                      |                                      |
|  | O2 Rapids du Colorado      | O2 Rapids du Colorado      | 0                                  | 1 (3)                              | 26 octobre 2016           |                           |                               |                               |                               |                               |  |  |                        |                        |                        |                        |  |  |                                      |                                      |                                      |                                      |
|  |                            |                            | O3 Galaxy de Los Angeles           | O3 Galaxy de Los Angeles           | 1                         | 0 (1)                     |                               |                               |                               |                               |  |  |                        |                        |                        |                        |  |  |                                      |                                      |                                      |                                      |
|  | O3 Galaxy de Los Angeles   | O3 Galaxy de Los Angeles   | O3 Galaxy de Los Angeles           | O3 Galaxy de Los Angeles           | 1                         | 0 (1)                     | 3                             | 3                             |                               |                               |  |  |                        |                        |                        |                        |  |  |                                      |                                      |                                      |                                      |
|  | O3 Galaxy de Los Angeles   | O3 Galaxy de Los Angeles   |                                    |                                    |                           |                           |                               | 3                             |                               |                               |  |  |                        |                        |                        |                        |  |  |                                      |                                      |                                      |                                      |
|  | O6 Real Salt Lake          | O6 Real Salt Lake          | 1                                  | 1                                  |                           |                           |                               |                               |                               |                               |  |  |                        |                        |                        |                        |  |  |                                      |                                      |                                      |                                      |
|  | O6 Real Salt Lake          | O6 Real Salt Lake          | 1                                  | 1                                  |                           |                           |                               |                               |                               |                               |  |  |                        |                        |                        |                        |  |  |                                      |                                      |                                      |                                      |
|  |                            |                            |                                    |                                    |                           |                           |                               |                               |                               |                               |  |  |                        |                        |                        |                        |  |  |                                      |                                      |                                      |                                      |

### Résultats

#### Premier tour

##### Est
| 26 octobre 2016 | Toronto FC                               | 3 - 1   | Union de Philadelphie | BMO Field, Toronto                                |                                                   |
| 19h30 EDT       | Giovinco 15e · Osorio 48e · Altidore 85e | (1 - 0) | 73e Bedoya            | Spectateurs : 21 759 Arbitrage : Baldomero Toledo | Spectateurs : 21 759 Arbitrage : Baldomero Toledo |
| 19h30 EDT       | Rapport                                  |         |                       | Spectateurs : 21 759 Arbitrage : Baldomero Toledo | Spectateurs : 21 759 Arbitrage : Baldomero Toledo |

| 27 octobre 2016 | D.C. United             | 2 - 4   | Impact de Montréal                      | Robert F. Kennedy Memorial Stadium, Washington |                                               |
| 19h30 EDT       | Neagle 90e · Kemp 90+4e | (0 - 2) | 4e Ciman · 43e 58e Mancosu · 83e Piatti | Spectateurs : 12 773 Arbitrage : Jair Maruffo  | Spectateurs : 12 773 Arbitrage : Jair Maruffo |
| 19h30 EDT       | Rapport                 |         |                                         | Spectateurs : 12 773 Arbitrage : Jair Maruffo  | Spectateurs : 12 773 Arbitrage : Jair Maruffo |

##### Ouest
| 27 octobre 2016 | Sounders FC de Seattle | 1 - 0   | Sporting de Kansas City | CenturyLink Field, Seattle                     |                                                |
| 19h00 PDT       | Valdez 88e             | (0 - 0) |                         | Spectateurs : 36 151 Arbitrage : Ismail Elfath | Spectateurs : 36 151 Arbitrage : Ismail Elfath |
| 19h00 PDT       | Rapport                |         |                         | Spectateurs : 36 151 Arbitrage : Ismail Elfath | Spectateurs : 36 151 Arbitrage : Ismail Elfath |

#### Demi-finales de conférence

##### Est
| 30 octobre 2016 | Impact de Montréal | 1 - 0   | Red Bulls de New York | Stade Saputo, Montréal                         |                                                |
| 15h00 EDT       | Mancosu 61e        | (0 - 0) |                       | Spectateurs : 15 027 Arbitrage : Robert Sibiga | Spectateurs : 15 027 Arbitrage : Robert Sibiga |
| 15h00 EDT       | Rapport            |         |                       | Spectateurs : 15 027 Arbitrage : Robert Sibiga | Spectateurs : 15 027 Arbitrage : Robert Sibiga |

| 6 novembre 2016 | Red Bulls de New York  | 1 - 2   | Impact de Montréal | Red Bull Arena, Harrison                          |                                                   |
| 16h00 EDT       | B. Wright-Phillips 77e | (0 - 0) | 51e 85e Piatti     | Spectateurs : 24 314 Arbitrage : Baldomero Toledo | Spectateurs : 24 314 Arbitrage : Baldomero Toledo |
| 16h00 EDT       | Rapport                |         |                    | Spectateurs : 24 314 Arbitrage : Baldomero Toledo | Spectateurs : 24 314 Arbitrage : Baldomero Toledo |

| 30 octobre 2016 | Toronto FC                    | 2 - 0   | New York City FC | BMO Field, Toronto                               |                                                  |
| 19h00 EDT       | Altidore 84e · Ricketts 90+2e | (0 - 0) |                  | Spectateurs : 28 220 Arbitrage : Silviu Petrescu | Spectateurs : 28 220 Arbitrage : Silviu Petrescu |
| 19h00 EDT       | Rapport                       |         |                  | Spectateurs : 28 220 Arbitrage : Silviu Petrescu | Spectateurs : 28 220 Arbitrage : Silviu Petrescu |

| 6 novembre 2016 | New York City FC | 0 - 5   | Toronto FC                                               | Yankee Stadium, New York                     |                                              |
| 18h30 EDT       |                  | (0 - 3) | 6e 20e (pen.) 90+1e Giovinco · 30e Altidore · 50e Osorio | Spectateurs : 28 355 Arbitrage : Kevin Stott | Spectateurs : 28 355 Arbitrage : Kevin Stott |
| 18h30 EDT       | Rapport          |         |                                                          | Spectateurs : 28 355 Arbitrage : Kevin Stott | Spectateurs : 28 355 Arbitrage : Kevin Stott |

##### Ouest
| 30 octobre 2016 | Sounders FC de Seattle       | 3 - 0   | FC Dallas | CenturyLink Field, Seattle                       |                                                  |
| 21h30 EDT       | Valdez 50e · Lodeiro 55e 58e | (0 - 0) |           | Spectateurs : 37 073 Arbitrage : Ricardo Salazar | Spectateurs : 37 073 Arbitrage : Ricardo Salazar |
| 21h30 EDT       | Rapport                      |         |           | Spectateurs : 37 073 Arbitrage : Ricardo Salazar | Spectateurs : 37 073 Arbitrage : Ricardo Salazar |

| 6 novembre 2016 | FC Dallas                 | 2 - 1   | Sounders FC de Seattle | Toyota Stadium, Frisco                           |                                                  |
| 21h00 EDT       | Akindele 25e · Urruti 56e | (1 - 0) | 54e Lodeiro            | Spectateurs : 14 878 Arbitrage : Hilario Grajeda | Spectateurs : 14 878 Arbitrage : Hilario Grajeda |
| 21h00 EDT       | Rapport                   |         |                        | Spectateurs : 14 878 Arbitrage : Hilario Grajeda | Spectateurs : 14 878 Arbitrage : Hilario Grajeda |

| 6 novembre 2016 | Rapids du Colorado      | 1 - 0 a. p.       | Galaxy de Los Angeles                     | Dick's Sporting Goods Park, Commerce City    |                                              |
| 14h00 EDT       | Gashi 36e               | (1 - 0)           |                                           | Spectateurs : 17 782 Arbitrage : Mark Geiger | Spectateurs : 17 782 Arbitrage : Mark Geiger |
| 14h00 EDT       | Rapport                 |                   |                                           | Spectateurs : 17 782 Arbitrage : Mark Geiger | Spectateurs : 17 782 Arbitrage : Mark Geiger |
| 14h00 EDT       | Doyle · Le Toux · Pappa | Tirs au but 3 - 1 | Gerrard · dos Santos · Cole · Larentowicz | Spectateurs : 17 782 Arbitrage : Mark Geiger | Spectateurs : 17 782 Arbitrage : Mark Geiger |

#### Finales de conférence

##### Est
| 22 novembre 2016 | Impact de Montréal                   | 3 - 2 | Toronto FC                 | Stade olympique, Montréal                    |                                              |
| 20h00 EDT        | Oduro 10e · Mancosu 12e · Oyongo 53e |       | 68e Altidore · 73e Bradley | Spectateurs : 61 004 Arbitrage : Juan Guzmán | Spectateurs : 61 004 Arbitrage : Juan Guzmán |
| 20h00 EDT        | Rapport                              |       |                            | Spectateurs : 61 004 Arbitrage : Juan Guzmán | Spectateurs : 61 004 Arbitrage : Juan Guzmán |

| 30 novembre 2016 | Toronto FC                                                             | 5 - 2 a. p. | Impact de Montréal     | BMO Field, Toronto                            |                                               |
| 19h00 EDT        | Cooper 37e · Altidore 45e · Hagglund 68e · Cheyrou 98e · Ricketts 100e |             | 24e Oduro · 53e Piatti | Spectateurs : 36 000 Arbitrage : Jair Marrufo | Spectateurs : 36 000 Arbitrage : Jair Marrufo |

##### Ouest
| 22 novembre 2016 | Sounders FC de Seattle          | 2 - 1 | Rapids du Colorado | CenturyLink Field, Seattle                   |                                              |
| 19h00 PST        | Morris 19e · Lodeiro 61e (pen.) |       | 13e Doyle          | Spectateurs : 42 774 Arbitrage : Chris Penso | Spectateurs : 42 774 Arbitrage : Chris Penso |
| 19h00 PST        | Rapport                         |       |                    | Spectateurs : 42 774 Arbitrage : Chris Penso | Spectateurs : 42 774 Arbitrage : Chris Penso |

| 27 novembre 2016 | Rapids du Colorado | 0 - 1 | Sounders FC de Seattle | Dick's Sporting Goods Park, Commerce City        |                                                  |
| 14h00 MST        |                    |       | 56e Morris             | Spectateurs : 17 695 Arbitrage : Ricardo Salazar | Spectateurs : 17 695 Arbitrage : Ricardo Salazar |
| 14h00 MST        | Rapport            |       |                        | Spectateurs : 17 695 Arbitrage : Ricardo Salazar | Spectateurs : 17 695 Arbitrage : Ricardo Salazar |

#### MLS Cup 2016
| 11 décembre 2016 | Toronto FC                                             | 0 - 0 a. p.       | Seattle Sounders                                          | BMO Field, Toronto                          |                                             |
| 20:00            | Bradley 90+3e                                          |                   | 45+1e Marshall · 72e Jones                                | Spectateurs : 36 045 Arbitrage : Alan Kelly | Spectateurs : 36 045 Arbitrage : Alan Kelly |
| 20:00            | Rapport                                                |                   |                                                           | Spectateurs : 36 045 Arbitrage : Alan Kelly | Spectateurs : 36 045 Arbitrage : Alan Kelly |
| 20:00            | Altidore · Bradley · Cheyrou · Johnson · Moor · Morrow | Tirs au but 4 - 5 | Evans · Ivanschitz · Fernández · Jones · Lodeiro · Torres | Spectateurs : 36 045 Arbitrage : Alan Kelly | Spectateurs : 36 045 Arbitrage : Alan Kelly |

## Statistiques individuelles
| Rang | Joueur                  | Club                    | Buts | Passes |
| ---- | ----------------------- | ----------------------- | ---- | ------ |
| 1    | Bradley Wright-Phillips | Red Bulls de New York   | 24   | 5      |
| 2    | David Villa             | New York City FC        | 23   | 4      |
| 3    | Sebastian Giovinco      | Toronto FC              | 17   | 15     |
| 4    | Ignacio Piatti          | Impact de Montréal      | 17   | 6      |
| 5    | Dom Dwyer               | Sporting de Kansas City | 16   | 3      |
| 6    | Fanendo Adi             | Timbers de Portland     | 16   | 2      |
| 7    | Ola Kamara              | Crew SC de Columbus     | 16   | 2      |
| 8    | Giovani Dos Santos      | Galaxy de Los Angeles   | 14   | 12     |
| 9    | Diego Valeri            | Timbers de Portland     | 14   | 7      |
| 10   | Cyle Larin              | Orlando City SC         | 14   | 3      |

| Rang | Joueur             | Club                    | Passes |
| ---- | ------------------ | ----------------------- | ------ |
| 1    | Sacha Kljestan     | Red Bulls de New York   | 20     |
| 2    | Sebastian Giovinco | Toronto FC              | 15     |
| 3    | Mauro Díaz         | FC Dallas               | 13     |
| 3    | Benny Feilhaber    | Sporting de Kansas City | 13     |
| 3    | Justin Meram       | Crew SC de Columbus     | 13     |
| 6    | Giovani Dos Santos | Galaxy de Los Angeles   | 12     |
| 6    | João Plata         | Real Salt Lake          | 12     |
| 8    | Luciano Acosta     | D.C. United             | 11     |
| 8    | Steven Gerrard     | Galaxy de Los Angeles   | 11     |
| 8    | Andrea Pirlo       | New York City FC        | 11     |

### Meilleurs gardiens
Il faut avoir joué au moins 900 minutes pour être classé.
Source : MLS
| Rang | Gardien       | Club                                 | BE/M | AR  | BC | Min  | J  | CS |
| ---- | ------------- | ------------------------------------ | ---- | --- | -- | ---- | -- | -- |
| 1    | Zac MacMath   | Rapids du Colorado                   | 0.76 | 39  | 13 | 1530 | 17 | 6  |
| 2    | Chris Seitz   | FC Dallas                            | 1.04 | 63  | 29 | 2520 | 28 | 10 |
| 3    | Alex Bono     | Toronto FC                           | 1.05 | 42  | 16 | 1370 | 16 | 4  |
| 4    | Brian Rowe    | Galaxy de Los Angeles                | 1.07 | 113 | 33 | 2765 | 31 | 9  |
| 5    | Tim Melia     | Sporting de Kansas City              | 1.11 | 66  | 30 | 2430 | 27 | 8  |
| 6    | Tim Howard    | Rapids du Colorado                   | 1.12 | 54  | 19 | 1530 | 17 | 7  |
| 7    | David Bingham | Earthquakes de San José              | 1.16 | 106 | 39 | 3015 | 34 | 8  |
| 8    | Clint Irwin   | Toronto FC                           | 1.22 | 50  | 23 | 1690 | 19 | 6  |
| 9    | Stefan Frei   | Sounders FC de Seattle               | 1.24 | 91  | 41 | 2970 | 33 | 8  |
| 10   | Brad Knighton | Revolution de la Nouvelle-Angleterre | 1.25 | 31  | 16 | 1153 | 13 | 2  |

## Récompenses individuelles

### Récompenses annuelles
| Trophée                            | Joueur                  | Club                   |
| ---------------------------------- | ----------------------- | ---------------------- |
| Meilleur joueur (saison régulière) | David Villa             | New York City FC       |
| Meilleur joueur (finale MLS)       | Stefan Frei             | Sounders FC de Seattle |
| Meilleur buteur                    | Bradley Wright-Phillips | Red Bulls de New York  |
| Meilleur défenseur                 | Matt Hedges             | FC Dallas              |
| Meilleur gardien                   | Andre Blake             | Union de Philadelphie  |
| Meilleur recrue                    | Jordan Morris           | Sounders FC de Seattle |
| Meilleur entraîneur                | Oscar Pareja            | FC Dallas              |
| Meilleur come-back                 | Chris Pontius           | Union de Philadelphie  |
| Meilleur nouveau venu              | Nicolás Lodeiro         | Sounders FC de Seattle |
| Meilleur arbitre                   | Alan Kelly              |                        |
| Meilleur but                       | Shkelzen Gashi          | Rapids du Colorado     |
| Meilleur arrêt                     | Joe Bendik              | Orlando City SC        |
| Trophée du fair-play (joueur)      | Keegan Rosenberry       | Union de Philadelphie  |
| Trophée du fair-play (équipe)      |                         | Crew SC de Columbus    |
| Action humanitaire de l'année      | Matt Lampson            | Fire de Chicago        |

### Récompenses mensuelles

#### Joueur du mois
| Mois      |                         |                        |        |
| Mois      | Joueur                  | Club                   | Lien   |
| --------- | ----------------------- | ---------------------- | ------ |
| Mars      | João Plata              | Real Salt Lake         | 3B, 2P |
| Avril     | Fanendo Adi             | Timbers de Portland    | 3B, 1P |
| Mai       | Bradley Wright-Phillips | Red Bulls de New York  | 6B, 2P |
| Juin      | Yura Movsisyan          | Real Salt Lake         | 3B     |
| Juillet   | Frank Lampard           | New York City FC       | 6B 1P  |
| Août      | Nicolás Lodeiro         | Sounders FC de Seattle | 2B 6P  |
| Septembre | Chad Marshall           | Sounders FC de Seattle | 2B 6P  |
| Octobre   | Justin Meram            | Crew SC de Columbus    | 1B 4P  |

B=Buts; BV=But Vainqueur; CS=Clean sheet; A=Arrêt; P=Passe; PV=Passe Vainqueur

### Récompenses hebdomadaires

#### Joueur de la semaine
| Semaine    | Joueur                  | Équipe                               | Lien  |
| ---------- | ----------------------- | ------------------------------------ | ----- |
| Semaine 1  | Mike Magee              | Galaxy de Los Angeles                | 2B    |
| Semaine 2  | Andrew Wenger           | Dynamo de Houston                    | 1B 1P |
| Semaine 3  | Felipe                  | Red Bulls de New York                | 2B    |
| Semaine 4  | Michael Barrios         | FC Dallas                            | 2B    |
| Semaine 5  | Kaká                    | Orlando City SC                      | 1B 2P |
| Semaine 6  | Fabián Espíndola        | D.C. United                          | 2B    |
| Semaine 7  | Giovanni Dos Santos     | Galaxy de Los Angeles                | 2B    |
| Semaine 8  | Emmanuel Boateng        | Galaxy de Los Angeles                | 1B 2P |
| Semaine 9  | Jake Gleeson            | Timbers de Portland                  | 4A    |
| Semaine 10 | Ignacio Piatti          | Impact de Montréal                   | 2B 0P |
| Semaine 11 | Kekuta Manneh           | Whitecaps de Vancouver               | 2B 1P |
| Semaine 12 | Bradley Wright-Phillips | Red Bulls de New York                | 2B 2P |
| Semaine 13 | Ola Kamara              | Crew SC de Columbus                  | 3B    |
| Semaine 14 | Chris Pontius           | Union de Philadelphie                | 1B 1P |
| Semaine 15 | Mike Grella             | Red Bulls de New York                | 2B    |
| Semaine 16 | Roland Alberg           | Union de Philadelphie                | 3B    |
| Semaine 17 | Jack Harrison           | New York City FC                     | 1B 1P |
| Semaine 18 | Ilsinho                 | Union de Philadelphie                | 2B    |
| Semaine 19 | Diego Valeri            | Timbers de Portland                  | 2B    |
| Semaine 20 | Sebastian Giovinco      | Toronto FC                           | 3B    |
| Semaine 21 | Frank Lampard           | New York City FC                     | 3B    |
| Semaine 22 | Sebastian Giovinco      | Toronto FC                           | 3B    |
| Semaine 23 | Bradley Wright-Phillips | Red Bulls de New York                | 2B    |
| Semaine 24 | Clint Dempsey           | Sounders FC de Seattle               | 2B    |
| Semaine 25 | Patrick Mullins         | D.C. United                          | 3B    |
| Semaine 26 | Frank Lampard           | New York City FC                     | 2B    |
| Semaine 27 | Giovani dos Santos      | Galaxy de Los Angeles                | 3P    |
| Semaine 28 | Kelyn Rowe              | Revolution de la Nouvelle-Angleterre | 2B 1P |
| Semaine 29 | Mauro Manotas           | Dynamo de Houston                    | 3B    |
| Semaine 30 | Lamar Neagle            | D.C. United                          | 2B    |
| Semaine 31 | Bradley Wright-Phillips | Red Bulls de New York                | 2B    |
| Semaine 32 | Giles Barnes            | Whitecaps de Vancouver               | 2B    |

B=Buts; BV=But Vainqueur; CS=Clean sheet; A=Arrêt; P=Passe; PV=Passe Vainqueur
| Semaine    | Joueur             | Équipe                               |
| ---------- | ------------------ | ------------------------------------ |
| Semaine 1  | Ignacio Piatti     | Impact de Montréal                   |
| Semaine 2  | Cyle Larin         | Orlando City SC                      |
| Semaine 3  | Felipe             | Red Bulls de New York                |
| Semaine 4  | Thomas McNamara    | New York City FC                     |
| Semaine 5  | Adam Jahn          | Earthquakes de San José              |
| Semaine 6  | Alberto Quintero   | Earthquakes de San José              |
| Semaine 7  | Ignacio Piatti     | Impact de Montréal                   |
| Semaine 8  | Luciano Acosta     | D.C. United                          |
| Semaine 9  | Maxim Tissot       | Impact de Montréal                   |
| Semaine 10 | Ignacio Piatti     | Impact de Montréal                   |
| Semaine 11 | Blas Pérez         | Whitecaps de Vancouver               |
| Semaine 12 | Cyle Larin         | Orlando City SC                      |
| Semaine 13 | Kevin Molino       | Orlando City SC                      |
| Semaine 14 | Chris Pontius      | Union de Philadelphie                |
| Semaine 15 | Júlio Baptista     | Orlando City SC                      |
| Semaine 16 | Lamar Neagle       | D.C. United                          |
| Semaine 17 | Cristian Maidana   | Dynamo de Houston                    |
| Semaine 18 | Lee Nguyen         | Revolution de la Nouvelle-Angleterre |
| Semaine 19 | Jack Harrison      | New York City FC                     |
| Semaine 20 | Ignacio Piatti     | Impact de Montréal                   |
| Semaine 21 | Cyle Larin         | Orlando City SC                      |
| Semaine 22 | Javier Morales     | Real Salt Lake                       |
| Semaine 23 | Shkelzen Gashi     | Rapids du Colorado                   |
| Semaine 24 | Luis Solignac      | Fire de Chicago                      |
| Semaine 25 | Yura Movsisyan     | Real Salt Lake                       |
| Semaine 26 | Giovani dos Santos | Galaxy de Los Angeles                |
| Semaine 27 | João Plata         | Real Salt Lake                       |
| Semaine 28 | Cyle Larin         | Orlando City SC                      |
| Semaine 29 | Shkelzen Gashi     | Rapids du Colorado                   |
| Semaine 30 | David Villa        | New York City FC                     |
| Semaine 31 | Ignacio Piatti     | Impact de Montréal                   |
| Semaine 32 | David Villa        | New York City FC                     |

| Semaine    | Joueur             | Équipe                               |
| ---------- | ------------------ | ------------------------------------ |
| Semaine 1  | Evan Bush          | Impact de Montréal                   |
| Semaine 2  | Brian Rowe         | Galaxy de Los Angeles                |
| Semaine 3  | Tim Melia          | Sporting de Kansas City              |
| Semaine 4  | Bobby Shuttleworth | Revolution de la Nouvelle-Angleterre |
| Semaine 5  | Joe Bendik         | Orlando City SC                      |
| Semaine 6  | David Bingham      | Earthquakes de San José              |
| Semaine 7  | Nick Rimando       | Real Salt Lake                       |
| Semaine 8  | David Bingham      | Earthquakes de San José              |
| Semaine 9  | Joe Bendik         | Orlando City SC                      |
| Semaine 10 | Tim Melia          | Sporting de Kansas City              |
| Semaine 11 | Joe Bendik         | Orlando City SC                      |
| Semaine 12 | Joe Bendik         | Orlando City SC                      |
| Semaine 13 | Luis Robles        | Red Bulls de New York                |
| Semaine 14 | Nick Rimando       | Real Salt Lake                       |
| Semaine 15 | Jake Gleeson       | Timbers de Portland                  |
| Semaine 16 | Andre Blake        | Union de Philadelphie                |
| Semaine 17 | Joe Bendik         | Orlando City SC                      |
| Semaine 18 | Brian Rowe         | Galaxy de Los Angeles                |
| Semaine 19 | Joe Bendik         | Orlando City SC                      |
| Semaine 20 | Joe Bendik         | Orlando City SC                      |
| Semaine 21 | Joe Bendik         | Orlando City SC                      |
| Semaine 22 | Joe Bendik         | Orlando City SC                      |
| Semaine 23 | Bill Hamid         | D.C. United                          |
| Semaine 24 | Joe Willis         | Dynamo de Houston                    |
| Semaine 25 | Joe Bendik         | Orlando City SC                      |
| Semaine 26 | Brad Knighton      | Revolution de la Nouvelle-Angleterre |
| Semaine 27 | Joe Bendik         | Orlando City SC                      |
| Semaine 28 | David Ousted       | Whitecaps de Vancouver               |
| Semaine 29 | Brad Knighton      | Revolution de la Nouvelle-Angleterre |
| Semaine 30 | Andre Blake        | Union de Philadelphie                |
| Semaine 31 | Joe Willis         | Dynamo de Houston                    |
| Semaine 32 | Tim Melia          | Sporting de Kansas City              |

## Bilan
| Major League Soccer 2016                                        |                                    |
| Champion                                                        | Sounders FC de Seattle (1er titre) |
| Dauphin                                                         | Toronto FC                         |
| Séries (demi-finales de conférence)                             | FC Dallas                          |
| Séries (demi-finales de conférence)                             | Rapids du Colorado                 |
| Séries (demi-finales de conférence)                             | Red Bulls de New York              |
| Séries (demi-finales de conférence)                             | New York City FC                   |
| Séries (demi-finales de conférence)                             | Toronto FC                         |
| Séries (demi-finales de conférence)                             | Galaxy de Los Angeles              |
| Séries (demi-finales de conférence)                             | Sounders FC de Seattle             |
| Séries (demi-finales de conférence)                             | Impact de Montréal                 |
| Coupes et trophées                                              |                                    |
| Vainqueur de la Coupe des États-Unis 2016                       | FC Dallas                          |
| Qualifications continentales                                    |                                    |
| Ligue des champions de la CONCACAF 2017-2018 (phase de groupes) | FC Dallas                          |
| Ligue des champions de la CONCACAF 2017-2018 (phase de groupes) | Rapids du Colorado                 |
| Ligue des champions de la CONCACAF 2017-2018 (phase de groupes) | Red Bulls de New York              |
| Ligue des champions de la CONCACAF 2017-2018 (phase de groupes) | Sounders FC de Seattle             |